# Metin Erol
Metin Erol (sinh ngày 24 tháng 1 năm 1987) là một cầu thủ bóng đá Thổ Nhĩ Kỳ hiện tại thi đấu ở vị trí thủ môn cho Ümraniyespor.

## Sự nghiệp
Sinh ra ở İzmit, Erol bắt đầu sự nghiệp bóng đá trẻ ở Kocaelispor. Anh ký hợp đồng chuyên nghiệp năm 2005, và trở thành thủ môn bắt chính cho Kocaelispor mùa giải 2010-11. Erol có 2 lần ra sân cho câu lạc bộ Thổ Nhĩ Kỳ ở Süper Lig Kocaelispor trước khi rời khỏi câu lạc bộ mùa hè 2011.